# Troféu Sir Thomas Lipton
O Troféu Sir Thomas Lipton (em inglês: Sir Thomas Lipton Trophy), foi uma competição de futebol internacional, realizada duas vezes, na cidade de Turim, Itália, em 1909 e 1911.
Às vezes é referido como a "Primeira Copa do Mundo" — a própria FIFA já citou a competição como a primeira tentativa de organizar uma Copa do Mundo. No entanto, é precedido pelo Torneio Internacional Stampa Sportiva, que foi realizado em 1908 também em Turim, sendo a primeira competição internacional e dos torneios de futebol nos Jogos Olímpicos, a partir de 1900 (oficialmente). Além disso, à medida que a Copa do Mundo contempla equipes internacionais de todo o mundo, e esta competição contemplava apenas clubes da Europa, é um termo impróprio. Seria mais preciso dizer que foi um precursor da Taça das Cidades com Feiras.
A Itália, a Alemanha e a Suíça enviaram seus clubes profissionais mais prestigiados para a competição, mas a Associação de Futebol da Inglaterra se recusou a se associar a ele e negou a oferta de enviar uma equipe. Desejando ter a Inglaterra representada na competição, Lipton convidou o West Auckland FC, um time amador do condado de Durham e composto principalmente por mineiros de carvão, para participar. Algumas fontes afirmam que isso foi resultado de um erro administrativo na medida em que a associação inglesa pretendia enviar o Woolwich Arsenal, mas o West Auckland foi convidado, já que eles compartilhavam as mesmas iniciais. O West Auckland ganhou o torneio e retornou à Itália em 1911 para defender seu título. Nesta segunda competição, o West Auckland venceu a então equipe amadora da Juventus por 6–1 na final, e foram premiados com o troféu.
Em janeiro de 1994, o troféu original, que estava sendo guardado no West Auckland Workingmen's Club, foi roubado e até o momento não foi recuperado. Uma réplica exata do troféu original foi encomendada e agora é guardado pelo West Auckland FC.